# Gesundbrunnen (métro de Berlin)
Gesundbrunnen est une station du métro de Berlin à Berlin-Gesundbrunnen, desservie par la ligne U8. Elle fait partie du centre multimodal et d'accueil de voyageurs Gesundbrunnen. Depuis 2007 se tient à proximité un centre commercial du même nom de 12 000 m2.

## Histoire
La station a été conçue par Alfred Grenander sur le même modèle et les mêmes couleurs vert-turquoise qu'Alexanderplatz. Elle a été la station de métro la plus touchée de Berlin par les bombes alliées du 3 février 1945. Les autres stations de métro berlinoises durement bombardées étaient Kaiserhof (aujourd'hui Mohrenstraße), Hallesches Tor, Spittelmarkt et Stadtmitte.